# Stezzano
Stezzano é uma comuna italiana da região da Lombardia, província de Bérgamo, com cerca de 10.335 habitantes. Estende-se por uma área de 9 km², tendo uma densidade populacional de 1148 hab/km². Faz fronteira com Azzano San Paolo, Bergamo, Comun Nuovo, Dalmine, Lallio, Levate, Zanica.

## Demografia
| Variação demográfica do município entre 1861 e 2011                               |
|                                                                                   |
| Fonte: Istituto Nazionale di Statistica (ISTAT) - Elaboração gráfica da Wikipedia |